# 蔣宣
蒋宣（生年不詳—卒年不詳），字子禄，福建侯官人。清朝政治人物、進士出身。
顺治十二年，登乙未进士，授凤阳縣知縣，因母老不赴任。后母卒，哀慕终身。后因父親、兄弟去世后，撫養养母及嫂子。